# Unione dei comuni delle Terre Verticali
L'Unione dei comuni delle Terre Verticali è stata un'unione di comuni della Liguria, in provincia della Spezia, formata dai comuni di Monterosso al Mare, Pignone, Riccò del Golfo di Spezia e Riomaggiore.

## Storia
L'unione era nata con atto costitutivo del 5 dicembre 2014 - con la primaria dicitura de Unione dei comuni delle Cinque Terre - firmato nel municipio di Riomaggiore dai rappresentanti locali del territorio.
L'ente locale aveva sede a Monterosso al Mare. Il primo e unico presidente dell'Unione, eletto il 4 febbraio 2015, è stata Franca Cantrigliani, sindaco di Riomaggiore. Nella stessa riunione del Consiglio dell'Unione era stato approvato il cambio di denominazione dell'unione di comuni (Unione dei comuni delle Terre Verticali).
Dopo le votazioni dei rispettivi consigli comunali, nel gennaio 2017 l'ente si è ufficialmente sciolto.

## Descrizione
L'unione dei comuni comprendeva una parte del territorio spezzino delle Cinque Terre (con la sola esclusione di Vernazza, che ha invece aderito all'Unione dei comuni Cinque Terre-Riviera) e valli minoritarie della media e bassa val di Vara (Pignone e Riccò del Golfo di Spezia).
Per statuto l'Unione si occupava di questi servizi:
- organizzazione generale dell'amministrazione, gestione finanziaria e contabile e controllo;
- organizzazione dei servizi pubblici di interesse generale di ambito comunale, ivi compresi i servizi di trasporto pubblico comunale;
- catasto;
- la pianificazione urbanistica ed edilizia di ambito comunale nonché la partecipazione alla pianificazione territoriale di livello sovra comunale;
- la programmazione in materia di difesa del suolo;
- la promozione turistica;
- la programmazione, la predisposizione e l'attuazione di progetto per il territorio;
- organizzazione e gestione dei rifiuti e la riscossione dei relativi tributi;
- progettazione e gestione del sistema locale dei servizi sociali ed erogazione delle relative prestazioni ai cittadini;
- edilizia scolastica, organizzazione e gestione dei servizi scolastici;
- polizia municipale e polizia amministrativa locale e sicurezza sociale;
- tenuta dei registri di stato civile e di popolazione;
- servizi in materia statistica;
- la comunicazione e l'informatizzazione.

## Amministrazione
| Periodo         | Periodo         | Primo cittadino     | Partito                | Carica                               | Note |
| --------------- | --------------- | ------------------- | ---------------------- | ------------------------------------ | ---- |
| 5 dicembre 2014 | 4 febbraio 2015 | Franca Cantrigliani | sindaco di Riomaggiore | rappresentante dell'Unione           |      |
| 4 febbraio 2015 | 7 gennaio 2017  | Franca Cantrigliani | sindaco di Riomaggiore | presidente del Consiglio dell'Unione |      |